# Monty Python in Sveti gral
Monty Python in Sveti gral (angleško Monty Python and the Holy Grail) je britanski nadrealistični komični film o legendi o kralju Arturju iz leta 1975, za katerega so napisali scenarij, ga režirali in odigrali glavne vloge člani skupine Monty Python: Graham Chapman, John Cleese, Terry Gilliam, Eric Idle, Terry Jones in Michael Palin, režirala sta ga Gilliam in Jones. Nastal je v premoru med drugo in tretjo sezono serije Leteči cirkus Montyja Pythona.
V nasprotju s prvim filmom skupine And Now for Something Completely Different, ki je sestavljen iz skečev prvih dveh sezon serije, je Sveti gral posnet ločeno od serije. Film je parodija na legendo o Kralju Arturju in njegovem iskanju Svetega grala. Idle je vzel osnovo filma za svoj muzikal Spamalot trideset let kasneje.
Film je postal najuspešnejši britanski film v ZDA leta 1975. Filmska spletna stran Rotten Tomatoes mu je dodelila oceno 97% s kritiko: »kultna klasika, ki je hkrati nadvse smešna in veselo absurdna«. V izboru postaje ABC je bil film izbran za drugo najboljšo komedijo vseh časov, v Veliki Britaniji so ga bralci revije Total Film v podobnem izboru uvrstili na peto mesto, gledalci postaje Channel 4 pa na šesto leta 2000.

## Igralska zasedba
- Graham Chapman kot Kralj Artur
- John Cleese kot Sir Lancelot the Brave
- Terry Gilliam kot Patsy
- Eric Idle kot Sir Robin the Not-Quite-So-Brave-as-Sir-Lancelot
- Terry Jones kot Sir Bedevere the Wise
- Michael Palin kot Sir Galahad the Pure
- Connie Booth kot g. Islington, čarovnica
- Carol Cleveland kot Zoot
- Neil Innes kot zborovodja Robinovih pevcev
- Bee Duffell kot stara vešča
- John Young kot Frank, zgodovinar
- Rita Davies kot Frankova žena
- Avril Stewart kot Dr. Piglet
- Sally Kinghorn kot Dr. Winston
- Mark Zycon kot Sir Robin
- Sandy Johnson kot Vitez, ki pravi Ni
- Julian Doyle kot policist